# Milan Lukač
Milan Lukač (kyrillisch Милан Лукач; * 4. Oktober 1985 in Novi Sad) ist ein serbischer Fußballtorhüter. Derzeit ist er vereinslos.

## Karriere

### Verein
Lukač begann seine Profikarriere 2007 bei FK Mladost Bački Jarak und spielte anschließend für diverse serbische Klubs. 2009 wechselte er zum griechischen Verein AEK Athen. Bereits nach einer Saison kehrte er nach Serbien zurück und spielte nacheinander für die beiden Belgrader Vereine OFK und FK Partizan.
Zur Spielzeit 2014/15 wechselte er in die türkische Süper Lig zu Akhisar Belediyespor. Nach einem türkischen Pokalsieg im Jahr 2017/18 mit Akhisarspor und einem türkischen Superpokalsieg im darauffolgenden Jahr, wechselte Lukac im Jahr 2021/22 zurück in seine serbische Heimat zu Partizan Belgrad. Nach 18 Spielen in zwei Jahren wurde sein Vertrag nicht verlängert. Seit dem 1. Juli 2023 ist er vereinslos.

### Nationalmannschaft
Lukač debütierte im Juni 2014 für die die serbische Nationalmannschaft.